# Face Off (prima edizione)
La prima edizione di Face Off è stata trasmessa negli Stati Uniti d'America dal 26 gennaio al 16 marzo 2011 sul canale Syfy, mentre in Italia è andata in onda dal 7 luglio al 25 agosto 2012 sul canale Sky Uno.
Dodici artisti esperti di trucco prostetico competono per vincere un premio che comprende 100000 $ e una fornitura di make-up Alcone per un anno. Il vincitore di questa edizione è Conor McCullagh.

## Concorrenti
I 12 concorrenti che hanno preso parte al programma sono:
| Nome                | Età1 | Città                           | Posizionamento |
| ------------------- | ---- | ------------------------------- | -------------- |
| Conor McCullagh     | 40   | Orlando – Florida               | Vincitore      |
| Gage Hubbard        | 26   | Willard – Utah                  | 2/3º posto     |
| Tate Steinsiek      | 31   | Brooklyn – New York             | 2/3º posto     |
| Samantha "Sam" Cobb | 32   | Decatur – Georgia               | 4º posto       |
| Megan Areford       | 24   | Pittsburgh – Pennsylvania       | 5º posto       |
| Tom Devlin          | 29   | East Stroudsburg – Pennsylvania | 6º posto       |
| Anthony Pepe        | 35   | Queens – New York               | 7º posto       |
| Kayla "Jo" Holland  | 21   | Hilo – Hawaii                   | 8º posto       |
| Marcel Banks        | 24   | Tacoma – Washington             | 9º posto       |
| Frank Ippolito      | 32   | Cleveland – Ohio                | 10º posto      |
| Sergio Guerra       | 31   | San Antonio – Texas             | 11º posto      |
| Jessica Kramer      | 26   | Scottdale – Pennsylvania        | 12º posto      |

1L'età dei concorrenti si riferisce all'anno della messa in onda del programma.

## Tabella dello svolgimento del programma
Il concorrente ha vinto Face Off
     Il concorrente è arrivato in finale ma non ha vinto
     Il concorrente ha vinto la sfida della ribalta
     Il concorrente è tra i migliori nella sfida della ribalta
     Il concorrente è tra i peggiori nella sfida della ribalta
     Il concorrente è stato nominato dal vincitore
     Il concorrente è stato nominato dal vincitore ed è stato eliminato
     Il concorrente è stato eliminato
‡ Il concorrente ha vinto la sfida preliminare
| Concorrente | Episodi    | Episodi    | Episodi   | Episodi   | Episodi    | Episodi     | Episodi    | Episodi   |
| Concorrente | 1          | 2          | 3         | 4         | 5          | 6           | 7          | 8         |
| ----------- | ---------- | ---------- | --------- | --------- | ---------- | ----------- | ---------- | --------- |
| Conor       | Vincitore  | Peggiore   | Vincitore | Salvo     | Migliore   | Migliore    | Salvo      | Vincitore |
| Gage        | Peggiore ‡ | Salvo      | Migliore  | Migliore  | Salvo      | Salvo       | Migliore   | Finalista |
| Tate        | Migliore   | Peggiore ‡ | Salvo     | Migliore  | Migliore ‡ | Vincitore   | Salvo      | Finalista |
| Sam         | Salva      | Salva      | Salva     | Salva     | Salva      | Salva       | Vincitrice | Eliminata |
| Megan       | Salva      | Salva      | Peggiore  | Peggiore  | Vincitrice | Peggiore    | Eliminata  |           |
| Tom         | Migliore   | Migliore   | Peggiore  | Vincitore | Peggiore   | Eliminato ‡ |            |           |
| Anthony     | Salvo      | Vincitore  | Peggiore  | Peggiore  | Migliore   | Eliminato   |            |           |
| Jo          | Peggiore   | Migliore   | Migliore  | Salva     | Eliminata  |             |            |           |
| Marcel      | Salvo      | Salvo      | Migliore  | Eliminato |            |             |            |           |
| Frank       | Migliore   | Salvo      | Eliminato |           |            |             |            |           |
| Sergio      | Peggiore   | Eliminato  |           |           |            |             |            |           |
| Jessica     | Eliminata  |            |           |           |            |             |            |           |

## Episodi

### Episodio 1 -Welcome to the Jungle
- La sfida preliminare: i concorrenti devono creare un trucco originale per il viso incorporando almeno un oggetto dalla sala di ricevimento introduttiva. I migliori sono Gage e Tom; il vincitore è Gage, che ottiene l'immunità nella sfida della ribalta[2].
- La sfida della ribalta: divisi in squadre di due, i concorrenti devono creare un ibrido uomo-animale scegliendo fra uno scarafaggio, uno struzzo e un elefante[2].

| Squadra         | Animale     |
| --------------- | ----------- |
| Sam & Marcel    | Scarafaggio |
| Frank & Tate    | Scarafaggio |
| Jessica & Jo    | Struzzo     |
| Anthony & Megan | Struzzo     |
| Sergio & Gage   | Elefante    |
| Conor & Tom     | Elefante    |

- Verdetto: Megan, Anthony, Sam e Marcel sono salvi. I migliori sono  Frank, Tate, Conor e Tom; la squadra vincitrice è quella di Conor e Tom, e il vincitore è Conor. I peggiori sono Gage, Sergio, Jessica e Jo; Conor nomina Jessica, i giudici confermano questa scelta e la eliminano dalla competizione[2].

### Episodio 2 -Naked Ambition
- La sfida preliminare: i concorrenti devono progettare un tatuaggio originale che abbia un significato speciale per loro e tatuarlo su se stessi. I migliori sono Tate, Anthony e Sam; il vincitore è Tate, che ha la possibilità di scegliere per primo nella sfida della ribalta[4].
  - Giudice ospite: Thomas Pendelton.
- La sfida della ribalta: i concorrenti devono realizzare un body painting sul corpo nudo di un modello per la copertina di una rivista[4].
  - Giudice ospite: Filippo Ioco.

| Concorrente | Sfondo           |
| ----------- | ---------------- |
| Tate        | Foresta pluviale |
| Jo          | Oceano           |
| Frank       | Ascensore        |
| Tom         | Scalinata        |
| Sergio      | Tornado          |
| Gage        | Museo            |
| Marcel      | Cascata          |
| Sam         | Libreria         |
| Conor       | New Orleans      |
| Anthony     | Foresta fossile  |
| Megan       | Arte astratta    |

- Verdetto: Frank, Gage, Marcel, Frank e Megan sono salvi. I migliori sono Anthony, Tom e Jo; il vincitore è Anthony. I peggiori sono Tate, Sergio e Conor; Anthony nomina Sergio, i giudici confermano questa scelta e lo eliminano dalla competizione[4].

### Episodio 3 -Out of This World
- La sfida della ribalta: divisi in squadre di due, i concorrenti devono creare un alieno ispirato alle condizioni ambientali sul pianeta extrasolare Gliese 581 g[6].
  - Giudice ospite: Michael Westmore.

| Squadre         | Concept                         |
| --------------- | ------------------------------- |
| Frank & Anthony | Creatura esoscheletrica         |
| Conor & Jo      | Gliesan di rango reale          |
| Tate & Sam      | Granchio camminante             |
| Gage & Marcel   | Creatura albina del lato oscuro |
| Megan & Tom     | Abitante del vulcano            |

- Verdetto: Tate e Sam sono salvi. I migliori sono Conor, Jo, Gage e Marcel; la squadra vincitrice è quella di Conor e Jo, e il vincitore è Conor. I peggiori sono Frank, Anthony, Megan e Tom; Conor nomina Tom, ma i giudici scelgono di eliminare Frank dalla competizione[6].

### Episodio 4 -Bad to the Bone
- La sfida della ribalta: i concorrenti devono progettare un concept per un film slasher, comprendente il relativo cattivo e locandina con la tagline[8].
  - Giudice ospite: Sean S. Cunningham.

| Concorrente | Titolo del film       | Cattivo                                      | Tagline                                                 |
| ----------- | --------------------- | -------------------------------------------- | ------------------------------------------------------- |
| Tate        | Him                   | Anomalia genetica                            | Your mind... his playground                             |
| Jo          | Confession            | Suora assassina                              | Confession will not always save you                     |
| Anthony     | London Twilight       | Scienziato pazzo nell'Inghilterra vittoriana | The Doctor is out...of his mind                         |
| Conor       | Voodoo Dawn           | Demone vendicativo                           | Death is just the beginning                             |
| Sam         | Baby Doll             | Bambola di porcellana assassina              | Daddy's little Secret has come back to play             |
| Megan       | Chester's Photography | Fotografo pazzo                              | A picture says a thousand words... his victims say none |
| Marcel      | Final Skate           | Pattinatore su rotelle degli anni '70        | The class of '78 is going to pieces                     |
| Gage        | Cautionary Point      | Custode non-morto del faro                   | Heed the warning!                                       |
| Tom         | Teddy Told Me To      | Orsetto assassino                            | It's all fun and games till someone dies                |

- Verdetto: Conor, Sam e Jo sono salvi. I migliori sono Tate, Gage e Tom; il vincitore è Tom. I peggiori sono Megan, Anthony e Marcel; Tom nomina Megan, ma i giudici scelgono di eliminare Marcel dalla competizione[8].

### Episodio 5 -Switched and Hitched
- La sfida preliminare: i concorrenti devono realizzare una barba che corrisponda allo stile d'abbigliamento di ciascun modello. I migliori sono Tome e Tate; il vincitore è Tate, che può scegliere per primo il modello nella sfida della ribalta[10].
  - Giudice ospite: Steve La Porte.
- La sfida della ribalta: divisi in squadre di due, partendo da una coppia di fidanzati prossimi al matrimonio, i concorrenti devono trasformare l'uomo in donna e la donna in uomo[10].

| Squadra        | Coppia           |
| -------------- | ---------------- |
| Tate & Anthony | Peter & Kathleen |
| Gage & Sam     | Greg & Annie     |
| Tom & Jo       | Dean & Mirai     |
| Megan & Conor  | Willie & Cecily  |

- Verdetto: Gage e Sam sono salvi. I migliori sono Tate, Anthony, Megan e Conor; la squadra vincitrice è quella di Megan e Conor, e la vincitrice è Megan. I peggiori sono Tom e Jo; Megan nomina Tom, ma i giudici scelgono di eliminare Jo dalla competizione[10].

### Episodio 6 -The Dancing Dead
- La sfida preliminare: i concorrenti devono creare del sangue finto più realistico possibile utilizzando prodotti alimentari. I migliori sono Tate e Tom; il vincitore è Tom, che può scegliere per primo il modello nella sfida della ribalta[12].
- La sfida della ribalta: i concorrenti devono ideare uno zombie che sia in grado di ballare una coreografia sulla canzone Zombie di Natalia Kills[12].
  - Giudice ospite: Greg Nicotero.

| Concorrente | Concept                                |
| ----------- | -------------------------------------- |
| Gage        | Zombie della seconda guerra mondiale   |
| Conor       | Zombie classico degli anni '80         |
| Anthony     | Zombie prostituta                      |
| Tom         | Zombie investito per strada            |
| Sam         | Zombie del fast food                   |
| Megan       | Zombie sottoposto a chirurgia plastica |
| Tate        | Invasione zombie della casa            |

- Verdetto: è la settimana della doppia eliminazione. Gage e Sam sono salvi. I migliori sono Conor e Tate; il vincitore è Tate. I peggiori sono Megan, Tom e Anthony; Tate nomina solo Megan, ma i giudici scelgono di eliminare Anthony e Tom dalla competizione[12].

### Episodio 7 -Family Plot
- La sfida della ribalta: i concorrenti devono travestirsi e rendersi irriconoscibili ai loro familiari interpretando i commessi di un negozio di parrucche[14].

| Concorrente | Alter ego | Familiare         |
| ----------- | --------- | ----------------- |
| Conor       | Mikhail   | Coleen (sorella)  |
| Gage        | Monique   | Matt (fidanzato)  |
| Tate        | Gavin     | Holly (fidanzata) |
| Megan       | Nancy     | Donna (madre)     |
| Sam         | Mark      | Brian (marito)    |

- Verdetto: i migliori sono Sam e Gage; la vincitrice è Sam, che può scegliere per prima nella prossima sfida della ribalta. A causa della performance deludente di Megan, i giudici annunciano di non aver bisogno di ascoltare la raccomandazione di Sam ed eliminano direttamente Megan dalla competizione[14].

### Episodio 8 -Twisted Tales
- La sfida della ribalta: i concorrenti, assistiti ciascuno da due colleghi già eliminati, devono reinterpretare due personaggi di una fiaba in un contesto particolare[16].

| Concorrente | Assistenti       | Fiaba                 | Tema              |
| ----------- | ---------------- | --------------------- | ----------------- |
| Gage        | Marcel & Jessica | Hänsel e Gretel       | Industriale       |
| Tate        | Tom & Anthony    | Cappuccetto Rosso     | Post-apocalittico |
| Sam         | Jo & Megan       | La sirenetta          | Psichedelico      |
| Conor       | Frank & Sergio   | Il principe ranocchio | Spettrale         |
| Non scelto  | Non scelto       | La bella addormentata | Spaziale          |

- Verdetto finale: Sam viene eliminata; rimangono Tate, Conor e Gage. Conor viene nominato vincitore della prima edizione di Face Off[16].